# „Prostherapis” dunni
„Prostherapis” dunni – gatunek płaza bezogonowego z rodziny Aromobatidae o niepewnej przynależności rodzajowej. Endemit Wenezueli. Jest krytycznie zagrożony wyginięciem, prawdopodobnie już wymarł.

## Systematyka
Gatunek ten opisał w 1961 roku portorykański zoolog Juan A. Rivero pod nazwą Prostherapis dunni. W 1971 roku S.R. Edwards przeniósł go do rodzaju Colostethus w rodzinie drzewołazowatych (Dendrobatidae), ale na początku XXI wieku gatunek został uznany za incertae sedis w obrębie rodziny Aromobatidae. Zasugerowano, że może należeć do rodzaju Aromobates, ale dopóki nie zostanie ustalona jego przynależność rodzajowa w oparciu o badania molekularne, został on przywrócony do rodzaju Prostherapis, którego nazwa jest zapisywana w cudzysłowie, gdyż nie jest on obecnie używany dla żadnego innego gatunku.
W 1993 roku W.E. Duellman podał w wątpliwość ważność tego taksonu jako osobnego gatunku.

## Występowanie
Płaz ten jest gatunkiem endemicznym – występuje tylko w północnej Wenezueli, na północ od stolicy kraju, Caracas.
Bytuje na wysokościach 800–1520 metrów nad poziomem morza. Występuje wzdłuż strumieni w lasach górskich.

## Status zagrożenia
Gatunek został uznany przez IUCN za krytycznie zagrożony z powodu drastycznego spadku populacji, choć brak okazów w wenezuelskich muzeach świadczy o tym, że zawsze był gatunkiem rzadkim. Ostatnie stwierdzenie pochodzi z 1977 roku. Podczas badań w terenie w latach 1992–1993, 2004 i 2015–2016 nie znaleziono żadnych osobników, tak więc możliwe, że wymarł w jedynych dwóch znanych lokalizacjach. Głównym zagrożeniem dla gatunku jest utrata i degradacja siedlisk. Mimo że cały znany zasięg tego gatunku leży w granicach Parku Narodowego Waraira Repano, to bliskość wielkiego miasta naraża ten obszar na intensywne oddziaływanie antropogeniczne w postaci np. zanieczyszczenia powietrza i wody, śmiecenia, pożarów czy niekontrolowanego rozwoju turystyki. Wpływ na lokalne wymieranie gatunku mogła mieć grzybica skóry – chytridiomikoza.